# Haverfordwest
Haverfordwest (en gallois : Hwlffordd) est une ville du pays de Galles, capitale du Pembrokeshire, dans le sud-ouest du pays. Haverfordwest est l'agglomération la plus peuplée du Pembrokeshire, avec une population de 13 547 habitants en 2011.

## Histoire
C'est sous les ruines du prieuré dominicain que furent découverts 240 squelettes dont la moitié sont ceux d'enfants

## Démographie
| Évolution de la population |        |        |
| Année                      | 2001   | 2011   |
| Habitants                  | 13 367 | 13 547 |

## Patrimoine culturel

### Édifices religieux
- Prieuré dominicain du XIIIe siècle, (ruines) avec église priorale, dortoirs, scriptorium, écuries, hôpital et cimetière

## Personnalités
- Thomas Picton, officier britannique (1758-1815)
- Gwen John, artiste peintre (1876-1939)
- Ivor Morgan, joueur de rugby (1884-1943)
- Simon Halliday, joueur de rugby (1960-)
- Rhys Ifans, acteur (1967-)
- Gruff Rhys, musicien et chanteur (1970-)
- Christian Bale, acteur (1974-)
- Mark Delaney, footballeur (1976-)
- Simon Davies, footballeur (1979-)
- Joel Makin, joueur de squash (1994-)
- Angharad James, footballeuse (1994-)